# ۱۰ آوریل
۱۰ آوریل در تقویم گرگوری، ۱۰۰مین (در سال‌های کبیسه صد و یکمین) روز سال است. ۲۶۵ روز تا پایان سال باقی است.

## رویدادها
- ۱۹۴۴ - نیروهای اتحاد جماهیر شوروی بندر اودسا را از تصرف نازی‌ها خارج کردند.
- ۱۹۴۶ - نخستین انتخابات برای تعیین نوع رژیم ژاپن در این کشور برگزار شد.
- ۱۹۶۵ - تهران – سوءقصد به جان محمد رضا پهلوی در کاخ مرمر به وسیلهٔ سرباز گارد شاهنشاهی شمس‌آبادی یکی از اعضای فداییان اسلام.

## مناسبت‌ها
روز جهانی خواهر و  برادری

## زادروزها
- ۱۸۸۵ - هوارد باسکرویل، معلم آمریکایی مدرسه مموریال و یکی از مبارزان جنبش مشروطه ایران.
- ۱۹۱۷ - رابرت برنز وودوارد، شیمیدان آمریکایی و برندهٔ جایزهٔ نوبل در ۱۹۶۵.
- ۱۹۳۲ - عمر شریف، بازیگر مصری.
- ۱۹۳۹ - فریدون جنیدی، تاریخ‌پژوه ایرانی.
- ۱۹۴۲ - هایده، خوانندهٔ ایرانی.
- ۲۰۰۳ - بئاتریس ماسیلینگی، دوندهٔ سرعت نامیبیایی.[۱][۲]

## درگذشت‌ها
- ۳۷۶ - بادیمس، قدیس ایرانی.
- ۱۹۳۱ - جبران خلیل جبران، نویسنده لبنانی -آمریکایی.
- ۱۹۵۰ – آلفرد فیشر، معمار و استاد دانشگاه اهل آلمان (ز. ۱۸۸۱)
- ۱۹۷۳ – محمد یوسف النجار، سیاستمدار و شبه‌نظامی فلسطینی.[۳]
- ۲۰۱۰ - لخ کاچینسکی، رئیس‌جمهور لهستان.